# Saint-Bonnet-les-Tours-de-Merle
Saint-Bonnet-les-Tours-de-Merle è un comune francese di 44 abitanti situato nel dipartimento della Corrèze nella regione della Nuova Aquitania.

## Società

### Evoluzione demografica
Abitanti censiti